# Donovan Ricketts
Donovan Ricketts (Montego Bay, Jamaica, 7 de junio de 1977) es un exfutbolista y entrenador jamaicano. Jugaba de portero y su último equipo fue el Tulsa Roughnecks de la USL Championship en 2017. Es entrenador interino del FC Tulsa desde junio de 2022, club donde forma parte como entrenador de porteros desde 2017.
Ricketts jugó más de 100 partidos en el Bradford City inglés y más de 100 encuentros en la Major League Soccer, liga en que fue nombrado dos veces mejor portero de la temporada.
Fue internacional absoluto con la selección de Jamaica entre 1998 y 2013 con la que disputó 100 encuentros.

## Clubes

### Como futbolista
| Club                | País           | Año       |
| ------------------- | -------------- | --------- |
| Wadadah FC          | Jamaica        | 1997-1998 |
| Seba United         | Jamaica        | 1998-2001 |
| Galaxy F.C.         | Jamaica        | 2001-2002 |
| C.D. Village United | Jamaica        | 2002-2004 |
| Bolton Wanderers    | Inglaterra     | 2004-2005 |
| Bradford City       | Inglaterra     | 2004-2008 |
| C.D. Village United | Jamaica        | 2008      |
| Los Angeles Galaxy  | Estados Unidos | 2009-2011 |
| Montreal Impact     | Canadá         | 2012      |
| Portland Timbers    | Estados Unidos | 2012-2014 |
| Orlando City        | Estados Unidos | 2015      |
| LA Galaxy           | Estados Unidos | 2015      |
| Tulsa Roughnecks    | Estados Unidos | 2017      |

### Como entrenador
| Club                     | País           | Año           |
| ------------------------ | -------------- | ------------- |
| Emory Eagles (Asistente) | Estados Unidos | 2016          |
| FC Tulsa (Asistente)     | Estados Unidos | 2017-2022     |
| FC Tulsa (Interino)      | Estados Unidos | 2022-presente |

## Palmarés

### Distinciones individuales
| Distinción                   | Año  |
| ---------------------------- | ---- |
| Guardameta del Año de la MLS | 2010 |
| Guardameta del Año de la MLS | 2013 |